# 李漢稷
李 漢稷（イ・ハンジク、朝鮮語: 이한직、1921年 -1976年7月14日）は、日本統治時代の朝鮮と大韓民国の詩人。本貫は全義李氏。号は木南（モンナム、목남）。

## 生涯
京城に生まれた。慶應大学法科卒業。1939年前後に『文章』誌の推薦で文壇に登場した。作品には『風葬』『北極圈』などがあり、光復後の作品では『崩壊』などがある。朝鮮戦争時代は大韓民国空軍に所属し、蒼空俱楽部の一員として活躍した。1960年に文公部の官僚としてまた日本に渡り、日本で僑居した。日本に東京都練馬区の自宅で膵臓癌により55歳で死去した。
寡作のため、生前には詩集を出版しなかった。死後に『李漢稷詩集』が上梓された。